# Dušenje (kulinarika)
Dušenje je eden od načinov priprave hrane. Duši se lahko meso, zelenjava ali sadje. 
Dušenje pomeni, da se hrana mehča v lastnem soku z dodatkom maščobe in zelo majhnim dodatkom vode ali juhe.

## Vrste dušenja
- dušenje v lastnem soku (paradižnik, špinača,...)
- dušenje z dodatkom maščobe (sočna zelenjava)
- dušenje z maščobo in vodo (meso, zelenjava)